# 项里街道
项里街道，是中华人民共和国江苏省宿迁市宿城区下辖的一个乡镇级行政单位。

## 行政区划
项里街道下辖以下地区：
果园社区、十番社区、南关社区、永阳社区、黄河社区、项里社区、关口社区、付庄社区、双河社区和红星社区。